# Serap Yiğit
Serap Yiğit (* 25. März 2001) ist eine türkische Handballspielerin. Sie gehört zum türkischen Nationalkader im Beachhandball.

## Hallenhandball
Yiğit spielte bis 2019 in der Juniorinnenmannschaft von Kastamonu Gençlik ve Spor Kulübü. Seit 2019 spielt die Rechtsaußen für den Erstligisten Araç Belediye Spor Kulübü in Kastamonu.
Bei einem der drei Turniere für die nicht für die U-19-Handball-Europameisterschaft der Frauen 2019 qualifizierten Mannschaften in Klaipėda belegte Yiğit mit der türkischen U-19 den dritten Rang. In allen fünf Spielen eingesetzt erzielte sie dabei zwei Tore.

## Beachhandball
In Montenegro nahm Yiğit 2018 erstmals als Spielerin des Juniorinnen-Nationalteams der Türkei an Junioreneuropameisterschaften (U18) teil. In der Vorrunde verlor Yiğit, die im Beachhandball auf der zentralen Defensivposition eingesetzt wird und sich nur selten in die Offensive einschaltet, gegen Spanien, Ungarn, Italien und die Schweiz alle Spiele. Die Türkei musste als Gruppenletzte in die Platzierungsspiele, die in Form einer Liga ausgetragen wurden. Auch hier verlor die Türkei gegen Griechenland, Rumänien und ein zweites Mal gegen die Schweiz. Erst das letzte Spiel gegen Montenegro konnte gewonnen werden und die Türkei beendete das Turnier als Vorletzte. In allen sieben Spielen zum Einsatz gekommen erzielte Yiğit 28 Punkte.

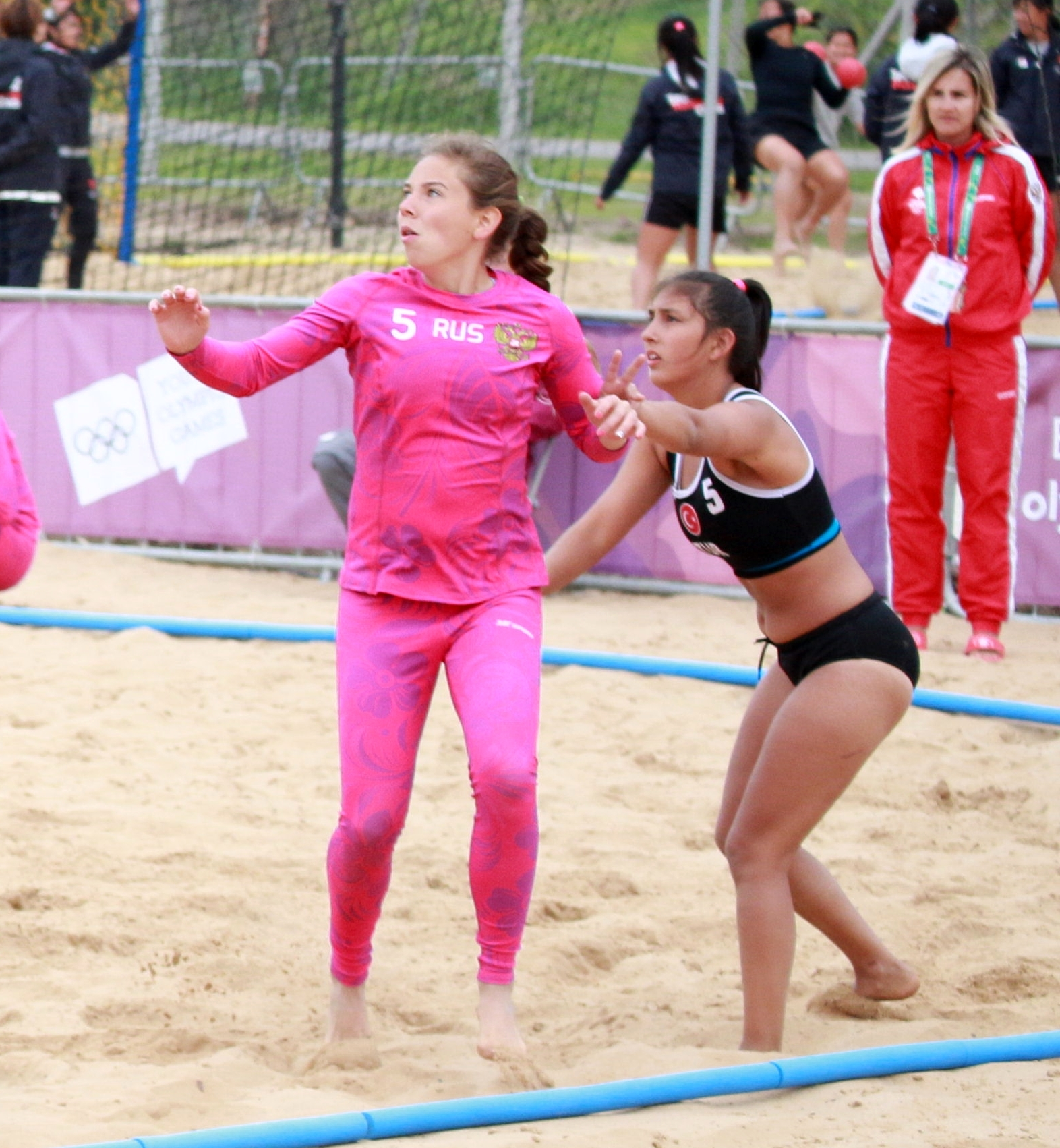
Yiğit in der Abwehr gegen Sofja Sawina im Trostrundenspiel gegen Russland bei den Olympischen Jugendspielen

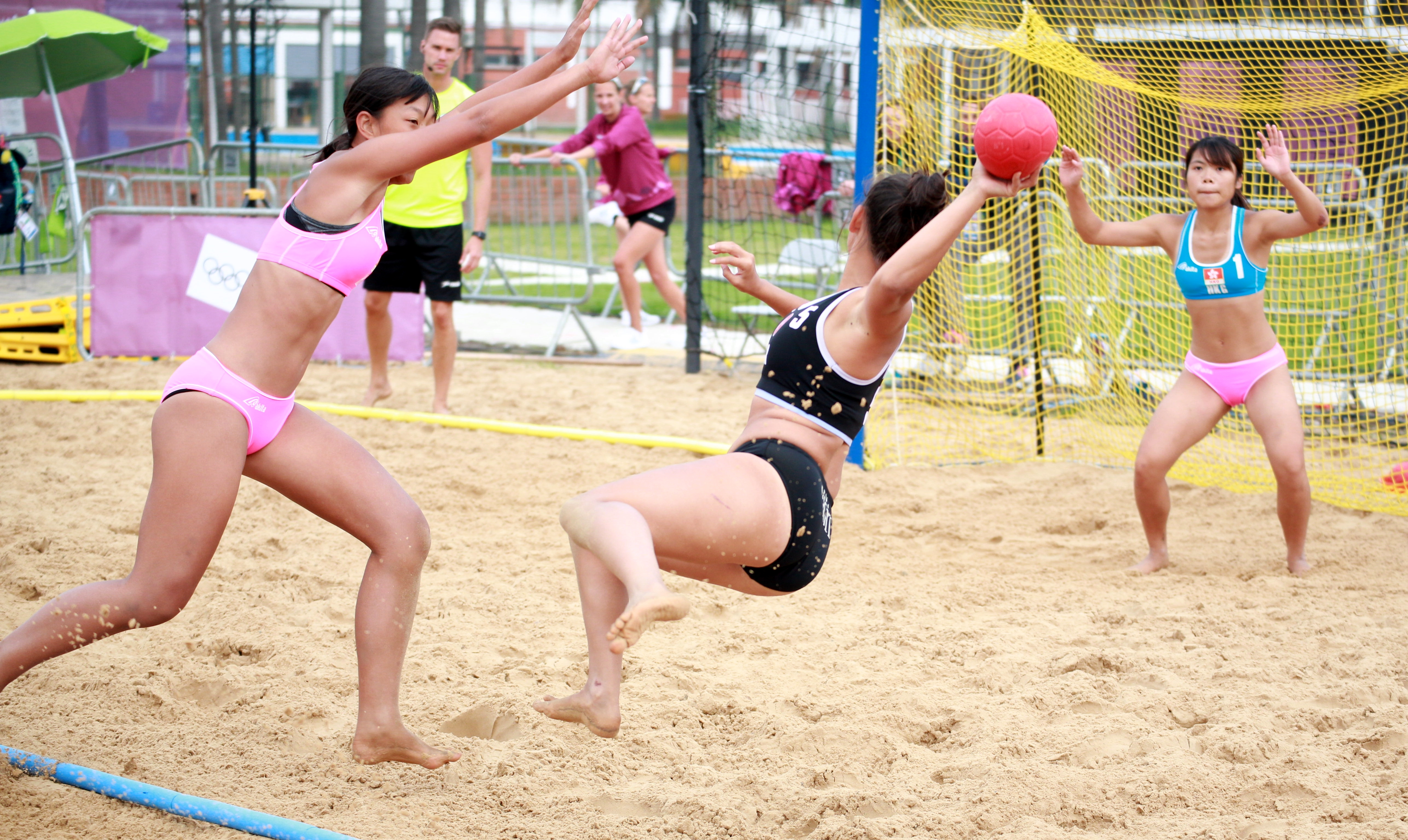
Yiğit beim Torwurf im Platzierungsspiel gegen Hongkong: Tsz Tung Yok versucht sie am Wurf auf das Tor von Cheuk Lam Man zu hindern

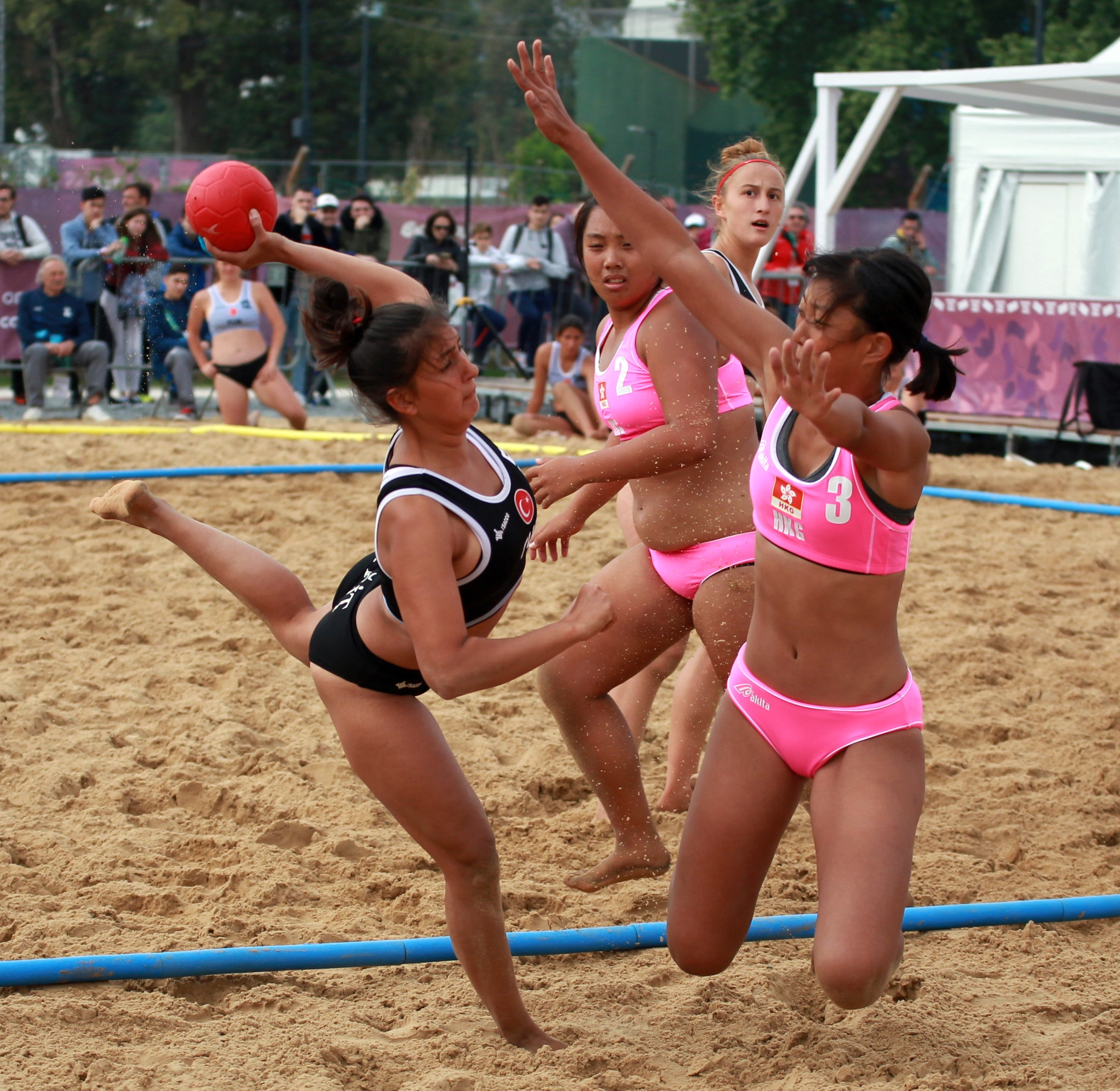
Yiğit bei einem weiteren Torversuch im Spiel gegen Hongkong, erneut behindert von Tsz Tung Yok; Tsztung Kwok und Elif Dalkıç schauen zu

Trotz der eher schwachen Vorstellung und der verpassten direkten Qualifikation konnte die Türkei als nachrückende Mannschaft an den Olympischen Jugend-Sommerspielen 2018 von Buenos Aires teilnehmen, da andere qualifizierte Nationen ihre Mannschaften lieber in anderen Sportarten antreten ließen und abgesehen von den Gastgebern jede Nation nur zwei Mannschaften pro Geschlecht bei den Spielen starten lassen durfte. In Argentinien bildete Yiğit mit Dilek Yılmaz und Ayşenur Sormaz oder Beyza Karaçam das Verteidigertrio vor den Torhüterinnen Ceyhan Coşkunsu – ihrer Vereinskameradin – und Sude Karademir. Als Läuferin spielte sie häufig in Angriff und Verteidigung. Das erste Spiel gegen die Gastgeberinnen endete mit einer klaren Niederlage in zwei Sätzen, Yiğit erzielte vier Punkte und war damit eine der vier erfolgreichsten türkischen Werferinnen im Spiel. Beide Treffer erzielte sie bei Strafwürfen. Mit vier Ballverlusten leistete sie sich allerdings auch die meisten ihrer Mannschaft. Auch das zweite Spiel gegen Venezuela ging verloren. Auch das Spiel gegen die Mitfavoritinnen aus den Niederlanden wurde klar verloren. Gegen Paraguay konnte immerhin der erste Satz des Turniers gewonnen werden, dennoch verlor die Türkei im Shootout. In der Offensive gab Yiğit zwei Assists, verlor aber zweimal auch den Ball. Gegen die Mannschaft Hongkongs konnte das erste Spiel des Turniers in zwei knappen Abschnitten gewonnen werden, Yiğit erzielte zehn Punkte und war damit nach Beyzanur Türkyılmaz zweitbeste Werferin. In der Tabelle der Vorrundengruppe waren die Türkinnen dank des Sieges Vorletzte geworden und standen nun in der Platzierungsrunde. Deutlicher war der Sieg im nächsten Spiel gegen Amerikanisch-Samoa. Yiğit war in der Offensive besonders auffällig und erreichte mit zehn Torvorlagen einen überaus hohen Wert. Gegen Russland gab es wieder eine deutliche Niederlage und Yiğit war einmal mehr in der Offensive wie in der Defensive auffällig. Neben vier Punkten und zwei Assists verlor sie zweimal den Ball und konnte erstmals im Turnier einen gegnerischen Torwurf blocken. Zudem leistete sie sich erneut einen Ballverlust. Das letzte Spiel in der Platzierungsgruppe war erneut ein deutlicher Sieg über Mauritius. In dem Spiel gab sie wieder vier Vorlagen, foulte aber auch einmal eine Gegnerin, was zu einem Strafwurf für Mauritius führte. Mit insgesamt sechs Punkten wurde die Türkei Dritte der Platzierungsrunde und musste im Spiel um Platz neun erneut gegen Hongkong antreten, das dieses Mal deutlich geschlagen wurde. Yiğit zeigte sowohl in der Offensive als auch in der Defensive ihr ganzes Können. Sie erzielte acht Punkte, gab sieben Torvorlagen und verlor zweimal den Ball an die Gegnerinnen. Mit 46 Punkten aus neun Spielen war sie nach Türkyılmaz und Karaçam drittbeste türkische Scorerin. Zudem gab sie mit 29 Vorlagen nicht nur die meisten ihrer Mannschaft, sondern auch die siebtmeisten des Turniers. Da Sára Léránt ein Spiel mehr bestritten hatte, hatte Yiğit mit 3,2 Vorlagen pro Spiel einen noch besseren Wert und war in dieser Rechnung sechstbeste Spielerin des Turniers. Zudem blieb sie als einzige türkische Feldspielerin ohne Zeitstrafe. Damit bestätigte sie die Voraussage der IHF, die in ihr eine der türkischen Schlüsselspielerinnen des Turniers gesehen hatte.

## Einzelbelege
1. ↑  Yozgat İleri Gazetesi: Güzel başladı kötü bitirdi. Abgerufen am 25. März 2021 (türkisch).
2. ↑  Araç Belediyespor galibiyetle başladı - Kastamonu Haber. Ehemals im Original (nicht mehr online verfügbar); abgerufen am 25. März 2021 (türkisch). (Seite nicht mehr abrufbar. Suche in Webarchiven)
3. ↑  European Handball Federation - 2019 W19 CHAMPIONSHIP / Tournament - LTU. Abgerufen am 25. März 2021 (englisch).
4. ↑  European Handball Federation - 2018 Women's ECh Beach Handball 18 / Final Tournament. Abgerufen am 29. Juni 2020 (englisch).
5. ↑  T. C. Gençlik ve Spor Bakanlığı: KASTAMONU GENÇLİK VE SPOR İL MÜDÜRLÜĞÜ. Abgerufen am 25. März 2021.
6. ↑  2018 Summer Youth Olympics Official Result Book Beach handball
7. ↑  New team, new competition, fighting for best results. Abgerufen am 25. März 2021 (amerikanisches Englisch).

| Personendaten    | Personendaten                                  |
| ---------------- | ---------------------------------------------- |
| NAME             | Yiğit, Serap                                   |
| ALTERNATIVNAMEN  | Yigit, Serap                                   |
| KURZBESCHREIBUNG | türkische Handball- und Beachhandballspielerin |
| GEBURTSDATUM     | 25. März 2001                                  |